# Claudia Pichler

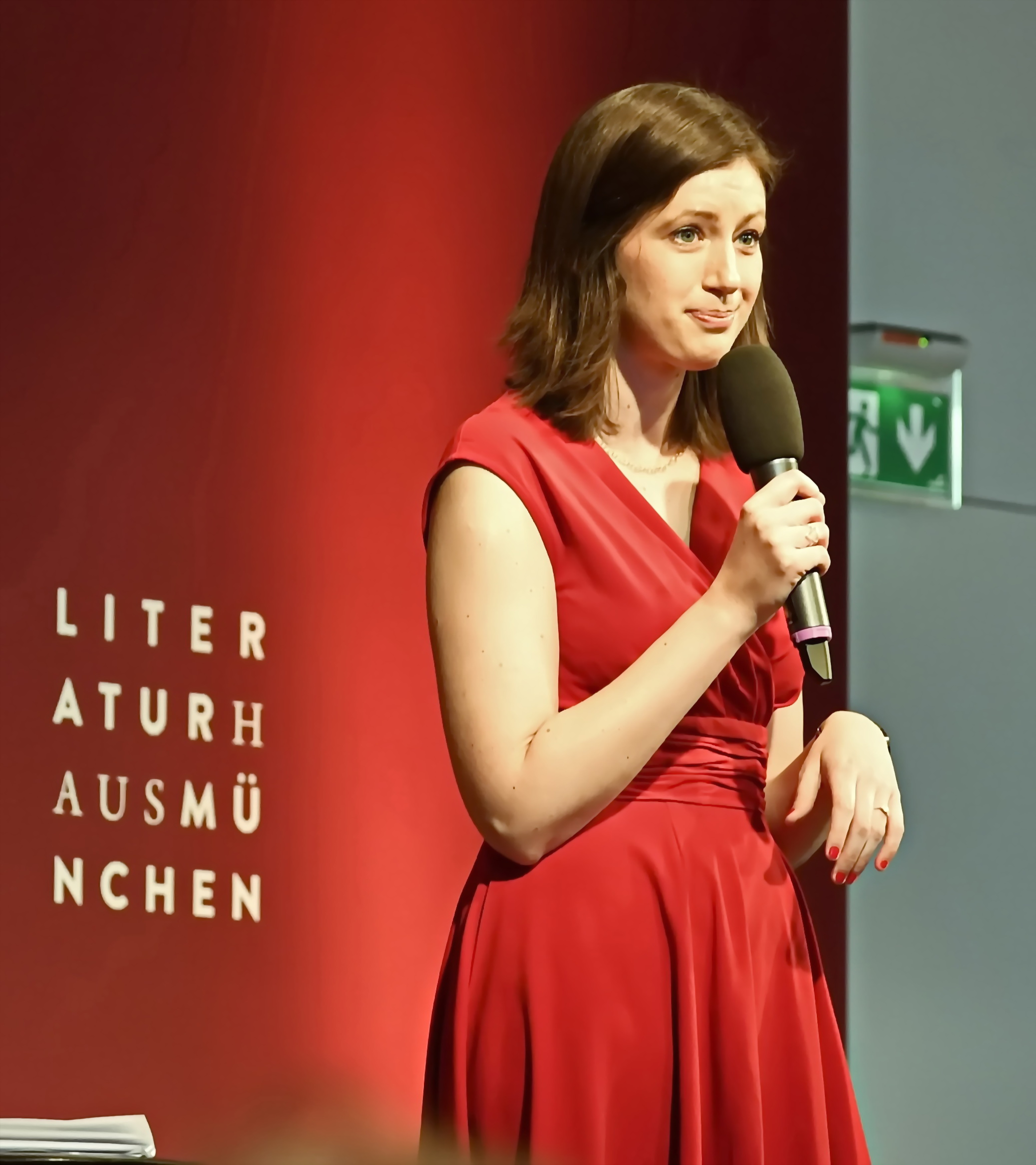
Claudia Pichler, 2018

Claudia Pichler (* 2. Dezember 1985 in München) ist eine deutsche Kabarettistin und Buchautorin.

## Leben
Pichler, geboren am 2. Dezember 1985 in München, wuchs in Aubing auf. Sie studierte Neuere Deutsche Literatur, Psychologie und Politik an der Ludwig-Maximilians-Universität München. Erste Bühnenerfahrungen sammelte sie mit „Die drei Haxn“, gemeinsam mit Michael Well und Anni Preuß. Im Jahr 2017 wurde sie mit Fremdheit bei Gerhard Polt promoviert. Eine Neufassung ihrer Arbeit, gekürzt, erzählerischer und ohne Fußnotenapparat erschien 2019 unter dem Titel Gerhard Polt und die anderen als Softcover wiederum im Eigenverlag. Zudem gab sie 2017 das Konversationslexikon „Der große Polt“ mit Gerhard Polt im Kein & Aber Verlag heraus.
Seit Oktober 2018 ist Claudia Pichler regelmäßig als „Fachfrau für bairische Sprache und bayerische Kultur“ in der Grünwald Freitagscomedy im BR zu Gast. Seit Herbst 2019 veröffentlicht sie den Interview-Podcast „Aufgschnappt“.
Seit dem 23. Februar 2019 tritt sie als Musikkabarettistin mit ihrem ersten Soloprogramm „Ned blöd ... für a Frau“ auf. Ihr zweites Solo-Programm „Eine Frau sieht weißblau“ hatte am 19. Mai 2021 im Münchner Gasteig (Black Box) Premiere.
2022 und 2023 gehörte sie zum Moderatorenteam WirSindWiesn auf münchen.tv.

## Programme
- 2019: Ned blöd ... für a Frau
- 2021: Eine Frau sieht weißblau
- 2024: Feierabend

## Auszeichnungen
- 2023: Dialektpreis Bayern[11]
- 2023: Wurde sie zum Mitglied der Münchner Turmschreiber berufen.
- 2024: Burgenländischer Kabarettpreis: Jurypreis und Publikumspreis[12]